# I Am Emma
I Am Emma è il secondo EP della cantautrice maltese Emma Muscat, pubblicato il 13 maggio 2022.

## Descrizione
Il disco è stato pubblicato in occasione della partecipazione di Emma all'Eurovision Song Contest 2022, e contiene oltre al singolo I Am What I Am, presentato in gara, anche il brano Out of Sight con cui Emma ha vinto la selezione nazionale per l'evento, Malta Eurovision Song Contest 2022.

## Tracce
1. I Am What I Am – 3:02
2. Out of Sight – 3:03
3. Closer – 2:35
4. Thank You – 2:54
5. Turn Back Time – 2:27
6. Colours in the Dark – 2:47